# Jerónimo Dias Leite
Jerónimo Dias Leite (Sé, Funchal, 1540 – c. 1598) foi um clérigo madeirense, autor da primeira obra sobre a História da Madeira, intitulada Descobrimento da Ilha da Madeira e discurso da vida e feitos dos Capitães da dita Ilha. Esta obra serviu de base a Gaspar Frutuoso para a redacção do segundo volume das Saudades da Terra, que constitui, ainda hoje, uma referência da historiografia madeirense.

## Primeiros anos
Jerónimo nasceu no Funchal em data anterior a 14 de Março de 1540, quando foi baptizado na sé daquela cidade. Era filho de Gaspar Dias, alfaiate, e de Isabel Fernandes, sendo irmão de, entre outros, Gaspar Leite, causídico que estudou Leis e Cânones na Universidade de Coimbra, entre 1578 e 1584.  Gaspar Leite foi fintado em 1606, facto que estabelece inequivocamente a inserção desta família na comunidade cristã-nova que vivia na Madeira nos fins do século XVI. Embora o registo de baptismo de Jerónimo Dias Leite apresente a data de 14 de Março de 1540, o facto de ter recebido ordens de Epístola em fins de 1558 ou princípios de 1559 e da obtenção desse grau supor uma idade mínima de 22 anos, sugere que o baptismo possa ter ocorrido alguns anos após a data de nascimento, por volta de 1537. No entanto, é igualmente possível que o recebimento das ordens possa ter ocorrido na idade canonicamente prevista, o que também acontecia.

## Carreira eclesiástica
Em 1567, foi provido na vigararia de Santo António de Arguim, sendo depois colocado, em 1572, na igreja da Conceição e capelania de São Jorge da Mina. Entre uma nomeação e outra foi residente em Oeiras, . desconhecendo-se o que o terá levado a essa localidade. Diogo Barbosa Machado coloca a hipótese de Jerónimo Dias Leite ter ficado no reino, mais perto dos centros de decisão, com vista a movimentar influências que o impedissem de voltar ao golfo da Guiné. A confirmar-se esta hipótese, as suas diligências tiveram sucesso, uma vez que em 1572 foi promovido a cónego de meia prebenda na sé do Funchal. Ocupou pouco temo este lugar, uma vez que a 30 de Outubro de 1572, morrendo um cónego, Jerónimo Dias Leite herda-lhe o benefício, sendo então provido como cónego prebendado. Em 1573, surge pela primeira vez como escrivão do cabido, ocupando intermitentemente essa função. A esta acresceram-se outras, como a de “procurador geral dos negócios e causas do dito cabido e sé e fábrica dela”. Em data que se desconhece poderá ter passado a capelão régio, sendo assim designado numa procuração datada de 27 de Junho de 1590, na qual é testemunha. Gaspar Frutuoso faz-lhe a mesma atribuição, afirmando ter recebido do “Reverendo Conigo Hieronymo Leite, Capellão de Sua Magestade”, informações preciosas para a redacção das suas Saudades da Terra, das quais o segundo livro se reporta ao arquipélago da Madeira. Embora João Franco Machado declare não saber em que baseava Diogo Barbosa Machado para atribuir ao cónego a categoria de capelão real, actualmente a confirmação documental, a partir da fonte citada por Jorge Guerra, acabou por se impôr.
Em 1575, Jerónimo Dias Leite figura como testamenteiro no testamento de seu pai, então morador à Rua Direita, no Funchal.  Em 1581, no testamento de António Rodrigues de Mondragão, afirma-se que se deve dar à sua terça “as casas da Rua Direita em que ora vive o conigo Ierónimo Dias…”, o que faz supor que Jerónimo Dias Leite tenha continuado a habitar a casa de moradia de seus pais.
A última referência documental a seu respeito está datada de Julho de 1593, dando-o como presente num dos autos realizados no cabido. No auto seguinte, datado de 25 de Agosto do mesmo ano, o seu nome já não consta. Ignora-se se Jerónimo Dias Leite terá saído da Madeira, ou morrido na ilha, uma vez que não foi possível localizar o assento do seu óbito. No entanto, é relativamente seguro afirmar que já não viveria em 1598, já que não é mencionado no testamento de sua mãe, datado deste ano, o qual refere o nome de outros filhos, mas não o de Jerónimo Dias Leite.

## História da Madeira
| |  |                                                          |
| Descobrimento da ilha da Madeira e Discurso da vida e feitos dos Capitães da dita Ilha, capa da edição de 1947 |  | Descobrimento da Ilha da Madeira, capa da edição de 2016 |

Além da carreira eclesiástica, Jerónimo Dias Leite deixou obra no campo da História da Madeira, sendo considerado o primeiro autor que se dedicou a elaborar um registo dos acontecimentos assinaláveis relativos a esta região.
O trabalho de pesquisa e recolha terá sido feito a pedido de Gaspar Frutuoso, o qual, através de algumas pessoas, entre as quais Marcos Lopes, mercador que residira nos Açores, lhe solicitara que diligenciasse, junto a João Gonçalves da Câmara, segundo conde da Calheta, e sexto capitão do donatário do Funchal, o envio de um documento que então se conservava nos arquivos da casa dos Câmaras, cuja autoria se atribuía a Gonçalo Aires Ferreira, companheiro de Zarco. Uma vez de posse dessa informação, a qual cabia em três folhas de papel, Jerónimo Dias Leite “ajudando-se (…) dos tombos das câmaras de toda a Ilha, que todos lhe foram entregues” conseguiu, consertando e recopilando tudo, compor a história do descobrimento e dos feitos dos capitães. Este trabalho deverá ter sido realizado antes de 1590, uma vez que serviu de base ao manuscrito de Frutuoso, que muitas vezes na sua obra refere o papel desempenhado pelas informações recolhidas nas onze folhas que lhe enviara Jerónimo Dias Leite. Esta obra viria a ser conhecida com o título de Descobrimento da Ilha da Madeira e discurso da vida e feitos dos Capitães da dita Ilha. Pelas declarações de Frutuoso se constata que o primitivo manuscrito, com origem em Gonçalo Aires, ou em outros autores, conforme aponta João Cabral do Nascimento, que inclusive admite a sua inexistência, teria passado das três páginas iniciais, traçadas pela mão pouco douta do companheiro de Zarco, para as onze com que o cónego as “recopilou e lustrou com seu grave e polido estilo”. Sobre a autoria do manuscrito inicial que terá servido de base para a escrita de Dias leite, o padre Pita Ferreira acrescenta outra sugestão, considerando que a fonte usada por Dias Leite pertenceria, não a Gonçalo Aires, mas a Francisco Alcoforado, afirmando ter chegado a essa conclusão através da comparação do texto de Dias Leite com o da Relação de Alcoforado. Cabral do Nascimento refere ainda que, tendo como base as ditas onze folhas, Jerónimo Dias Leite deverá ter escrito “para uso próprio, uma história mais desenvolvida”, o que explica o tamanho que actualmente tem esse texto.
Para além do trabalho de pesquisa e recolha histórica, Jerónimo Dias Leite poderá ainda ter redigido um poema sobre o assunto, intitulado Insulana ou Descobrimento e louvores da Madeira. Apoiando esta ideia, Diogo Barbosa Machado, na sua Biblioteca Lusitana (1747, vol. II, 452) revela que Dias Leite, “doméstico dos Condes da Calheta, donatários desta ilha [Madeira] pelos anos de 1590” teria tido “inclinação para a poesia e estudo da história”, a ele se devendo a referida Insulana, “poema em oitava rima, que consta de sete cantos”.

### Crítica

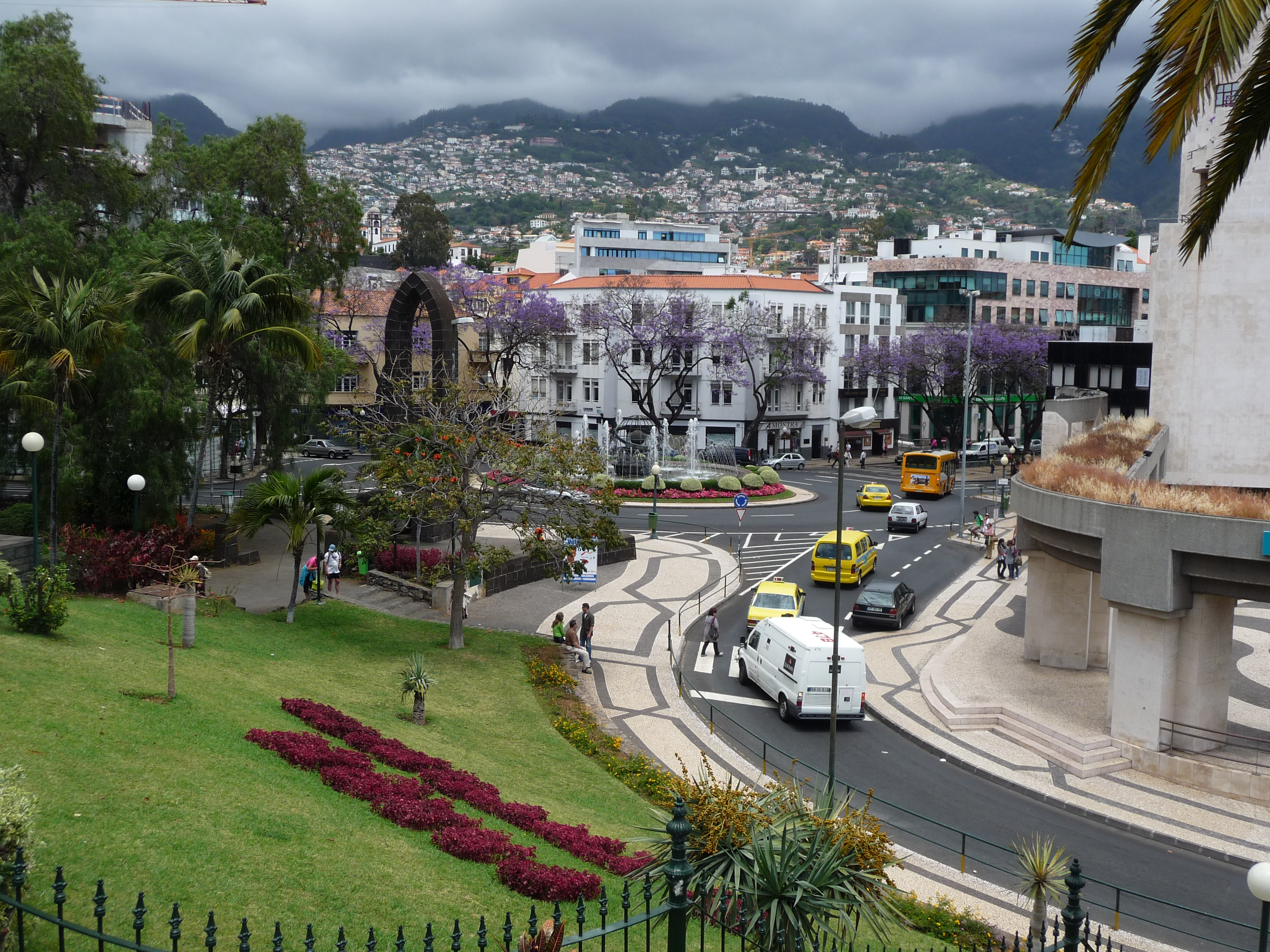
Vista da Rua Cónego Jerónimo Dias Leite, no Funchal, em 2009.

João Cabral do Nascimento, não valoriza, no entanto, a obra que Gaspar Frutuoso construiu com base nos escritos de Dias Leite, considerando o volume das Saudades... sobre a Madeira como “uma cousa sem plano, disparatada de cronologia, com retrocessos e repetições constantes” atribuindo a Dias Leite “a maior culpa em tudo o que Frutuoso conta de menos verdadeiro sobre a Madeira”.
Independentemente do rigor dos factos apresentados por Jerónimo Dias Leite, a sua obra, cuja primeira versão impressa apenas surgiu em 1947, é, ainda hoje, uma referência na historiografia madeirense para quem estuda o primeiro século e meio da vida no arquipélago, conforme se demonstra pelas abundantes referências que lhe são feitas em trabalhos académicos, até à actualidade.

## Homenagens
Na cidade do Funchal, foi atribuído o nome de Jerónimo Dias Leite a um dos arruamentos da freguesia da Sé, de onde era natural. A Rua Cónego Jerónimo Dias Leite situa-se entre a Praça do Infante, e a Avenida do Mar, estando ladeada, a oeste, pelo Parque de Santa Catarina.